# Jiaxing
Jiaxing (chinês simplificado: 嘉兴, pinyin: Jiāxīng; Wu Chinese: Gāshīng [kɑɕiŋ]) é uma prefeitura com nível de cidade na província de Chequião, perto de Xangai, na China.

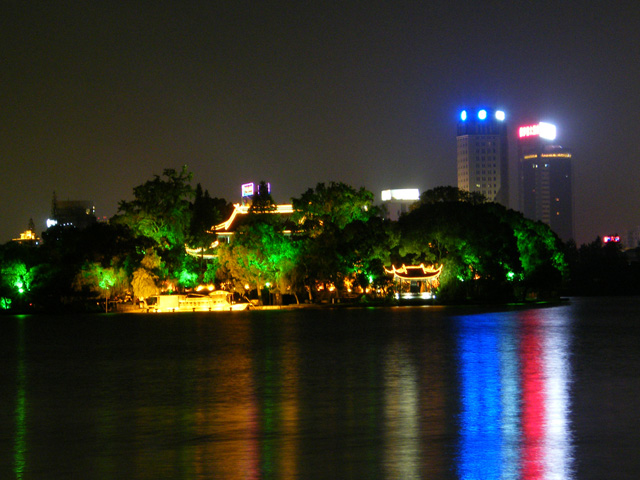
Parte da cidade vista à noite.